# Praia do Forte (Florianópolis)

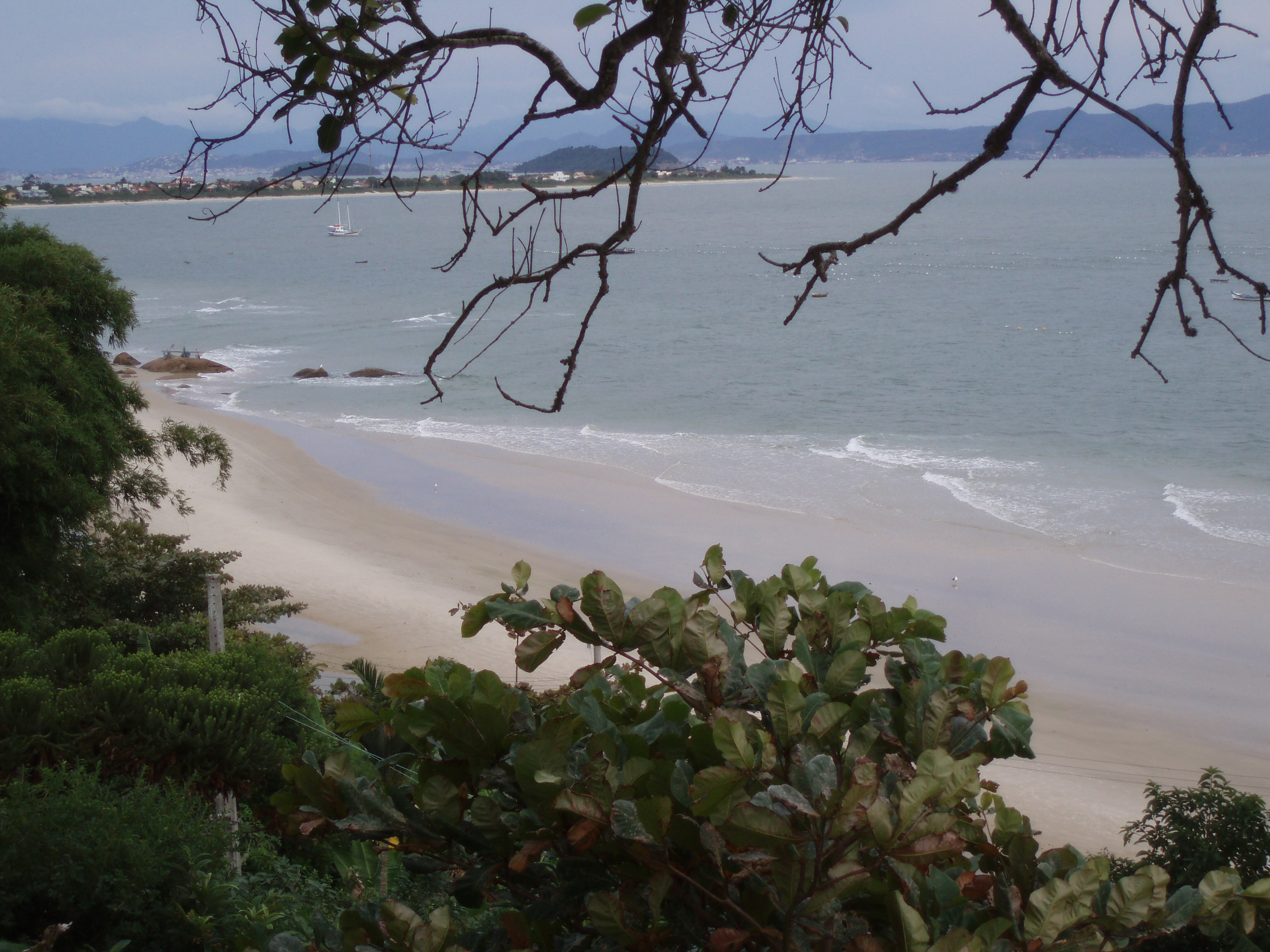
Vista de uma porção da praia do Forte desde a fortaleza de São José da Ponta Grossa.

A Praia do Forte é uma praia localizada no norte da Ilha de Santa Catarina. Nela está situada a Fortaleza de São José da Ponta Grossa, a cerca de 25 quilômetros do Centro de Florianópolis.
O Forte integrava as bases de defesa da Ilha de Santa Catarina no período colonial e foi desativado a partir de 1935.